# فرودگاه امدن (نیدزاکسن)

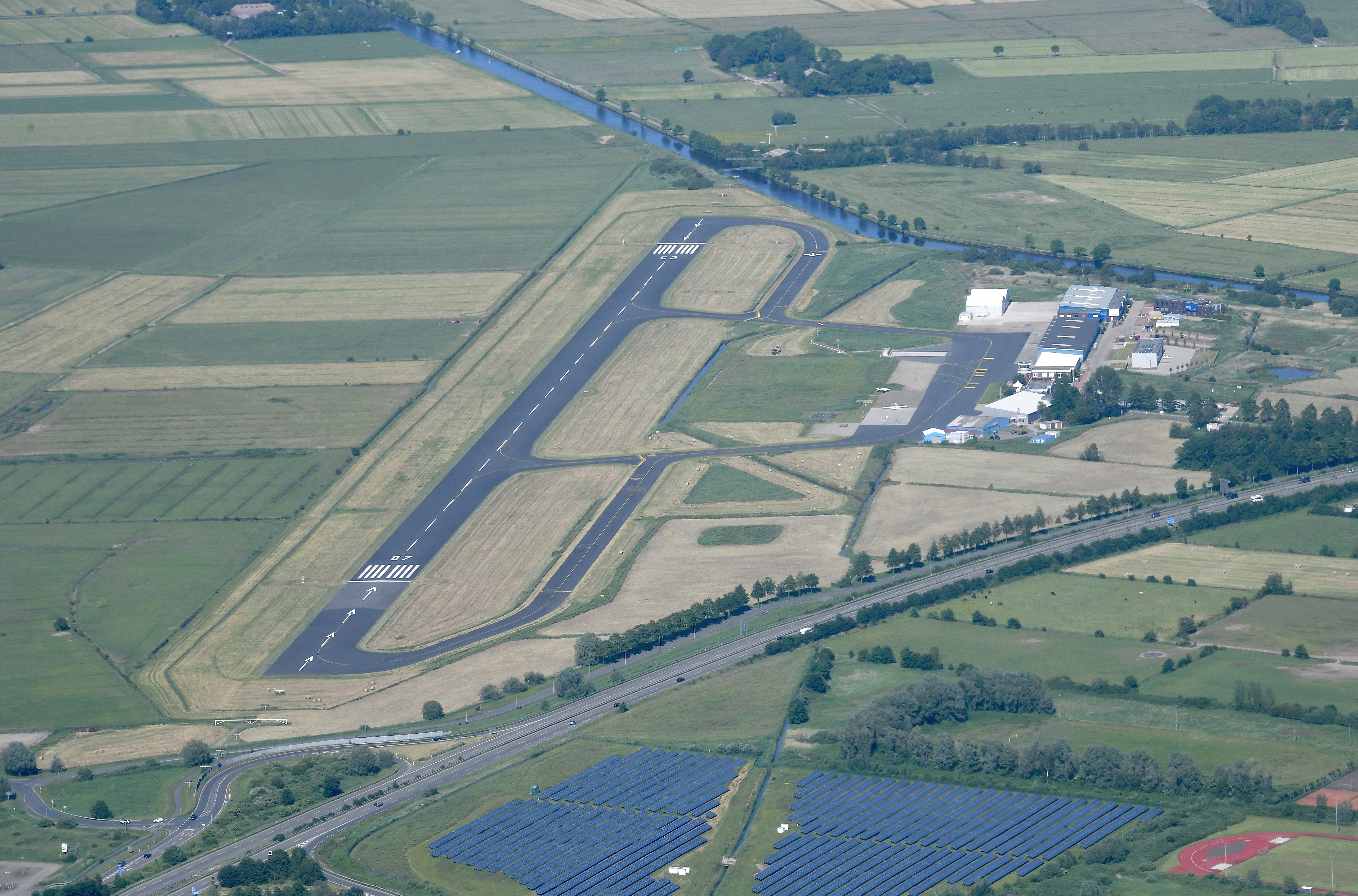
تصویر هوایی از فرودگاه امدن ۲۰۲۱

فرودگاه امدن (نیدزاکسن) (به انگلیسی: Emden Airport) (به زبان بومی: Flugplatz Emden) یک فرودگاه همگانی مسافربری با کد یاتا EME است که یک باند فرود آسفالت دارد و طول باند آن ۱۳۰۰ متر است. این فرودگاه در شهر نیدرزاکسن کشور آلمان قرار دارد و در ارتفاع ۱ متری از سطح دریا واقع شده‌است.

## شرکت‌های هواپیمایی و مقصدهای پروازی
The following airlines offer regular scheduled and charter flights at Emden Airport:
| شرکت‌های هواپیمایی              | مقصدهای پروازی |
| ------------------------------ | -------------- |
| OFD Ostfriesischer-Flug-Dienst | صحرایی برکوم   |